# Abandonware
Abandonware – oprogramowanie, którego twórca już nie sprzedaje i nie zapewnia dla niego obsługi. Spotyka się również użycie tego określenia w stosunku do oprogramowania, którego twórca świadomie zaprzestał rozwoju i wsparcia produktu. Określenie „abandonware” nie jest używane w odniesieniu do starszych wersji danego oprogramowania, które już nie są sprzedawane i wspierane, o ile producent nadal wspiera i sprzedaje oprogramowanie, które stanowi kontynuację tych wersji.
Podstawowym argumentem przeciwko określaniu programu jako abandonware jest jego potencjalna wartość dla producenta przy adaptacji na nowe platformy. Zdarzają się przypadki, że nawet bardzo stare gry są aktywnie chronione przez przedsiębiorstwa, które tworzą wersje dla telefonów komórkowych (np. BioWare i Lucasfilm Games).
W prawie żadnego kraju nie ma mowy o abandonware. Spotyka się za to określenie dzieła osierocone (ang. orphan works). Jeśli studio produkujące gry zbankrutowało bez odsprzedaży majątkowych praw autorskich do gier, to oprogramowanie to jest dziełem osieroconym. Według planowanej polskiej implementacji dyrektyw unijnych dzieła osierocone będą mogły tylko niekomercyjnie rozpowszechniać biblioteki, muzea i placówki oświatowe.